# روزي غينز
روزي غينز (بالإنجليزية: Rosie Gaines)‏ هي مغنية مؤلفة ومغنية وملحنة أمريكية، ولدت في 26 يونيو 1960 في مارتينز في الولايات المتحدة.

## وصلات خارجية
- الموقع الرسمي
- روزي غينز على موقع IMDb (الإنجليزية)
- روزي غينز على موقع ميوزك برينز (الإنجليزية)
- روزي غينز على موقع أول ميوزيك (الإنجليزية)
- روزي غينز على موقع ديسكوغز (الإنجليزية)
- روزي غينز على موقع قاعدة بيانات الفيلم (الإنجليزية)